# Kurgan (Stadt)
Kurgan (russisch Курга́н) ist eine Stadt im Südwesten Sibiriens in Russland und Verwaltungssitz der Oblast Kurgan mit 333.606 Einwohnern (Stand 14. Oktober 2010).

## Geographie
Kurgan liegt im Westen der Ischimebene am linken Ufer des Flusses Tobol, etwa 1700 km östlich von Moskau, unweit der Grenze zu Kasachstan. Das Stadtgebiet umfasst 390 km².
|                       | Jan   | Feb   | Mär   | Apr  | Mai  | Jun  | Jul  | Aug  | Sep  | Okt  | Nov   | Dez   |   |      |
| Mittl. Tagesmax. (°C) | −12,6 | −10,3 | −2,0  | 10,3 | 18,9 | 23,8 | 25,7 | 22,4 | 16,8 | 6,6  | −2,8  | −9,3  | ⌀ | 7,4  |
| Mittl. Tagesmin. (°C) | −21,4 | −20,2 | −12,1 | −0,6 | 5,9  | 11,4 | 14,1 | 10,8 | 5,7  | −1,5 | −10,0 | −17,5 | ⌀ | −2,9 |
|                       |       |       |       |      |      |      |      |      |      |      |       |       |   |      |
| Niederschlag (mm)     | 21    | 13    | 14    | 23   | 33   | 55   | 55   | 54   | 37   | 33   | 27    | 20    | Σ | 385  |
|                       |       |       |       |      |      |      |      |      |      |      |       |       |   |      |
| Regentage (d)         | 7     | 5     | 4     | 5    | 6    | 8    | 9    | 8    | 8    | 8    | 7     | 6     | Σ | 81   |

| −21,4 |

| −20,2 |

| −12,1 |

| −0,6 |

| 5,9 |

| 11,4 |

| 14,1 |

| 10,8 |

| 5,7 |

| −1,5 |

| −10,0 |

| −17,5 |

| −21,4 |

| −20,2 |

| −12,1 |

| −0,6 |

| 5,9 |

| 11,4 |

| 14,1 |

| 10,8 |

| 5,7 |

| −1,5 |

| −10,0 |

| −17,5 |

## Geschichte
Der Name der Stadt stammt von einem großen Kurgan (Zarew Kurgan), nicht weit von dem sich die ersten Siedler niederließen.
Die Siedlung Zarjowo Gorodischtsche (Царёво Городище) wurde von Timofei Neweschin, einem Bauer aus dem Landkreis Tjumen, zwischen 1659 und 1662 gegründet. Zarjowo Gorodischtsche, das später auch Kurganskaja Sloboda (Курганская Слобода) genannt wurde, wurde in den folgenden Jahren zur Festung ausgebaut. Es diente als Grenzposten und schützte andere russische Siedlungen vor Nomadenangriffen. Einige Male konnte Zarewo Gorodischtsche den Angriffen nicht standhalten, wurde geplündert und niedergebrannt.
Gemäß der Entscheidung der Stadt Duma von Kurgan vom 16. September 2009 № 255 "Über das Datum der Gründung der Stadt Kurgan" das Datum der Gründung des Kurgan gilt als 1679 Jahr.
Gegen Ende des 17. Jahrhunderts wurde die Siedlung 8 km flussabwärts verlegt. 1710 bestand sie aus 72 Höfen und hatte 539 Einwohner. Im Laufe der nächsten Jahrzehnte wurde die Festung ausgebaut und bestand zur Mitte des 18. Jahrhunderts aus der Altstadt, die mit dem hölzernen Kreml umschlossen war, und der Neustadt mit Stadtmauer, acht Bastionen und einem Graben. Die Garnison zählte etwa 1000 Soldaten und 28 Kanonen. Nach der Erschließung neuer Territorien im Süden und der Verlagerung der Verteidigungslinie verlor Zarjowo Gorodischtsche an Militärbedeutung, die Befestigungen wurden in den 1760er Jahren abgebaut.

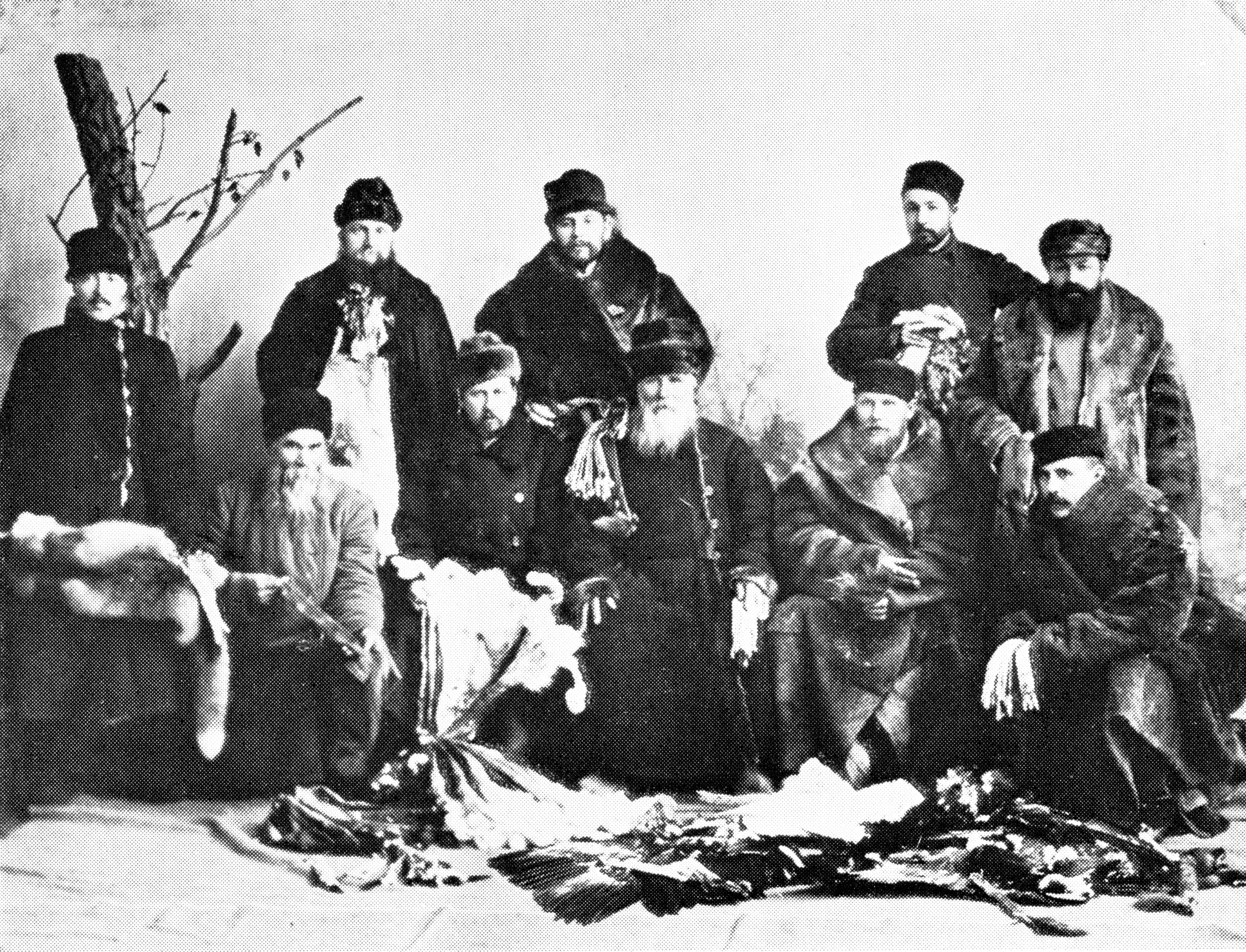
Pelzhändler auf dem Markt in Kurgan. In der Mitte, stehend, der Leipziger Hugo Fränkel (1900)

Am 19. Januar 1782 verlieh die Zarin Katharina II. der Siedlung Stadtrechte und einen Namen, den die Stadt bis heute trägt. Nach derselben Verordnung wurde Kurgan dem Landkreis Kurgan (уезд, Ujesd) untergestellt. In einer anderen Verordnung vom 17. März 1785 wurde das Wappen der Stadt anerkannt.
Wegen der entlegenen Lage wurde Kurgan von der Monarchie als Verbannungsort für politische Gefangene benutzt. So wohnten hier auch viele Dekabristen, darunter Wilhelm Küchelbecker und  Andrei Jewgenjewitsch Rosen. Nach dem blutig niedergeschlagenen Aufstand 1863/1864 in dem von Russland annektierten Teil Polens wurden 93 polnische Patrioten nach Kurgan verbannt. Im Jahr 1895 waren von insgesamt siebentausend Einwohnern der Stadt fast die Hälfte politische Verbannte.
Ab der Mitte des 19. Jahrhunderts wurde Kurgan ein Zentrum für Verarbeitung und Verkauf von Landwirtschaftsprodukten. Durch die Anbindung an das Eisenbahnnetz der Transsibirischen Eisenbahn im Jahr 1893 bekam Kurgan auch große Bedeutung für die Industrie. Die Stadt wuchs sehr rasant. Vor 1917 zählte sie etwa 40.000 Einwohner und bis zu 60 Unternehmen. Das Telegrafenamt wurde 1887 errichtet, das erste Kino 1910 (Progress, existiert immer noch), Straßenbeleuchtung gibt es seit 1914.
Im Zweiten Weltkrieg wurden viele Betriebe aus dem Westen Russlands nach Osten verlegt. So bekam Kurgan weitere Betriebe, die Bevölkerung wuchs um 20.000 Menschen, 1943 wurde Kurgan der Verwaltungssitz der neu gegründeten Oblast Kurgan. In den 1950er Jahren wurden große Betriebe gebaut, die heute das Stadtbild prägen: Kurganchimmasch und KAwS, das Wärmekraftwerk. 
Orden des Roten Banners der Arbeit (1982).
Im April und Mai 1994 erlitt Kurgan eine Überschwemmungskatastrophe, ebenso im April 2024.
Im März 1998 erhielt die Stadt Kurgan ihr heutiges Wappen.

## Bevölkerungsentwicklung
| Jahr | Einwohner |
| ---- | --------- |
| 1710 | 539       |
| 1789 | 1.071     |
| 1897 | 10.301    |
| 1913 | 30.000    |

| Jahr | Einwohner |
| ---- | --------- |
| 1926 | 28.000    |
| 1939 | 53.253    |
| 1959 | 145.712   |
| 1970 | 243.850   |

| Jahr | Einwohner |
| ---- | --------- |
| 1979 | 309.863   |
| 1989 | 355.517   |
| 2002 | 345.515   |
| 2010 | 333.606   |

| Jahr | Einwohner |
| ---- | --------- |
| 2012 | 327.898   |
| 2014 | 325.720   |
| 2018 | 318.045   |

Anmerkung: 1897, 1926–2010 Volkszählungsdaten (1926 gerundet)

## Politik
Wie auch in anderen russischen Städten werden das Stadtparlament (Duma) und der Bürgermeister alle vier Jahre gewählt. Anatoli Fjodorowitsch Jeltschaninow (* 1946) leitete von 1991 bis 2004 die Administration der Stadt und war von 1996 bis 2009 Bürgermeister. Seit 24. September 2014 ist Sergej Wladimirowitsch Rudenko (* 1970) der amtierende Bürgermeister.

## Städtepartnerschaften
Kurgan listet folgende Partnerstädte auf:
- Rufina, Italien, seit 1982
- Appleton, USA, seit 1990

## Kultur und Sehenswürdigkeiten

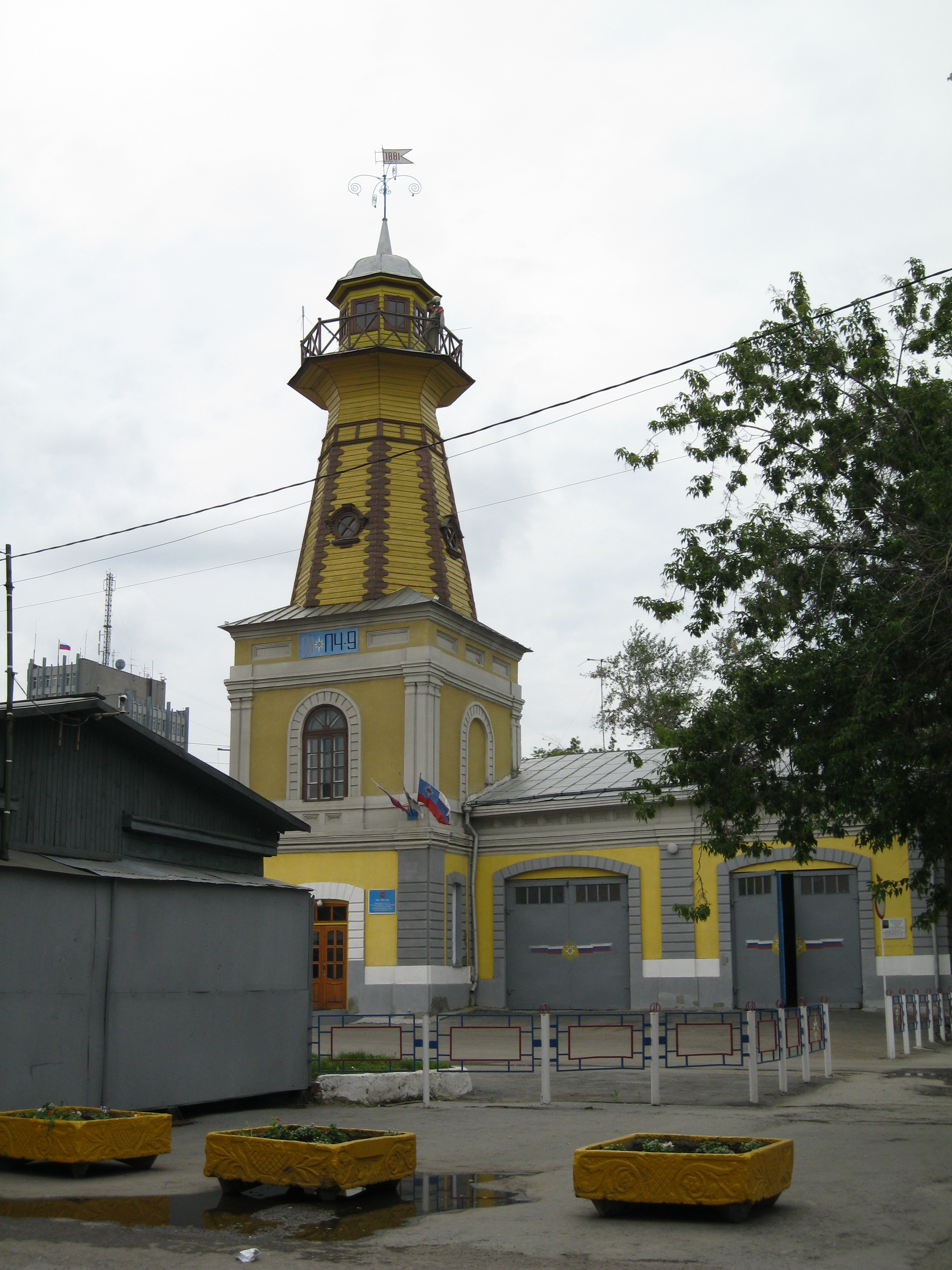
Feuerwachturm in Kurgan

### Theater
- Dramaturgisches Theater
- Puppentheater Gulliver

### Museen
- Museum der Heimatkunde
- Museum der Kunst
- Dekabristenmuseum
- Kurgansky Aviation Museum[3]
- Museum des Dichters S. A. Wassiljew

## Wirtschaft und Infrastruktur
In Kurgan sind 80 große und mittlere Unternehmen ansässig, die unter anderem folgende Produkte herstellen:
- Schützenpanzer BMP-3, Minitraktoren, Autoanhänger (OAO Kurganmaschsawod)
- Kleinbusse (OAO KAwZ)
- Fahrzeuge für Straßenbau (OAO KSDM)
- Bauelemente für Metallbrücken (SAO Kurganstalmost)
- Holzbearbeitungsmaschinen (OOO SDS)
- Arzneimittel (OAO AKO Sintes)
- Kleidung, Schuhwerk

### Verkehr
Kurgan ist ein großer Verkehrsknoten. 
Hier gibt es einen Flughafen. 
Die Stadt hat zwei Bahnhöfe und liegt an der Transsibirischen Eisenbahn. Die wichtigsten Verkehrsrichtungen sind: Jekaterinburg, Tscheljabinsk, Omsk. 
Die Fernstraße R354 verbindet die Stadt mit Jekaterinburg.

### Bildung
- Staatliche Universität
- Internationale Universität
- Agrarakademie
- Militärinstitut der Grenzstreitkräfte
- Musikfachhochschule

### Forschungszentren
- Forschungszentrum Wiederaufbautraumatologie und Orthopädie
- Zentrum der Klappengastroenterologie

## Persönlichkeiten

### Ehrenbürger
- 1969: Wladimir Schatalow (1927–2021), Kosmonaut[4]
- 1971: Gawriil Ilisarow (1921–1992), Orthopäde[4]

### Söhne und Töchter der Stadt
- Iwan Chudjakow (1842–1876), Revolutionär, Folklorist und Ethnograph
- Leonid Krassin (1870–1926), Revolutionär und Kampfgefährte Lenins
- Leonid Polowinkin (1894–1949), Komponist
- Lew Golownizki (1929–1994), Bildhauer
- Gennadi Solodow (1934–2020), Geher
- Jewgeni Krassilnikow (1965–2014), Volleyballspieler
- Maxim Fadejew (* 1968), Musikproduzent, Regisseur, Arrangeur, Komponist und Songwriter
- Evgenia Grekova (* 1974), deutsche Opern- und Konzertsängerin russischer Herkunft
- Dmitri Loskow (* 1974), Fußballspieler
- Sergei Rubljowski (* 1974), Schachspieler
- Irina Mistjukewitsch (* 1977), Leichtathletin[5]
- Dmitri Buschmanow (* 1978), Fußballspieler[6]
- Jana Romanowa (* 1983), Biathletin
- Jelena Schirotschenko (* 1983), Kommunalpolitikerin
- Jelena Temnikowa (* 1985), Sängerin der Girlband Serebro
- Elena Guseva (* 1986), Opernsängerin (Sopran)
- Larissa Korobeinikowa (* 1987), Florettfechterin und Weltmeisterin
- Alexander Ogarkow (* 1987), Biathlet
- Julija Sawitschewa (* 1987), Sängerin
- Irina Starych (* 1987), Biathletin

### Persönlichkeiten, die mit Kurgan in Verbindung stehen
- Schriftsteller Wsewolod Iwanow (1895–1963) hat hier seine Tätigkeit begonnen
- Elf Jahre arbeitete in der Stadt der Maler Witali Gorjajew (1910–1982)
- Jakow Witebski (1919–1992), Gastroenterologe
- Gawriil Ilisarow (1921–1992), Orthopäde, Gründer und langjähriger Leiter des Forschungszentrums RNZ WTO

## Bildergalerie

Lenin-Platz
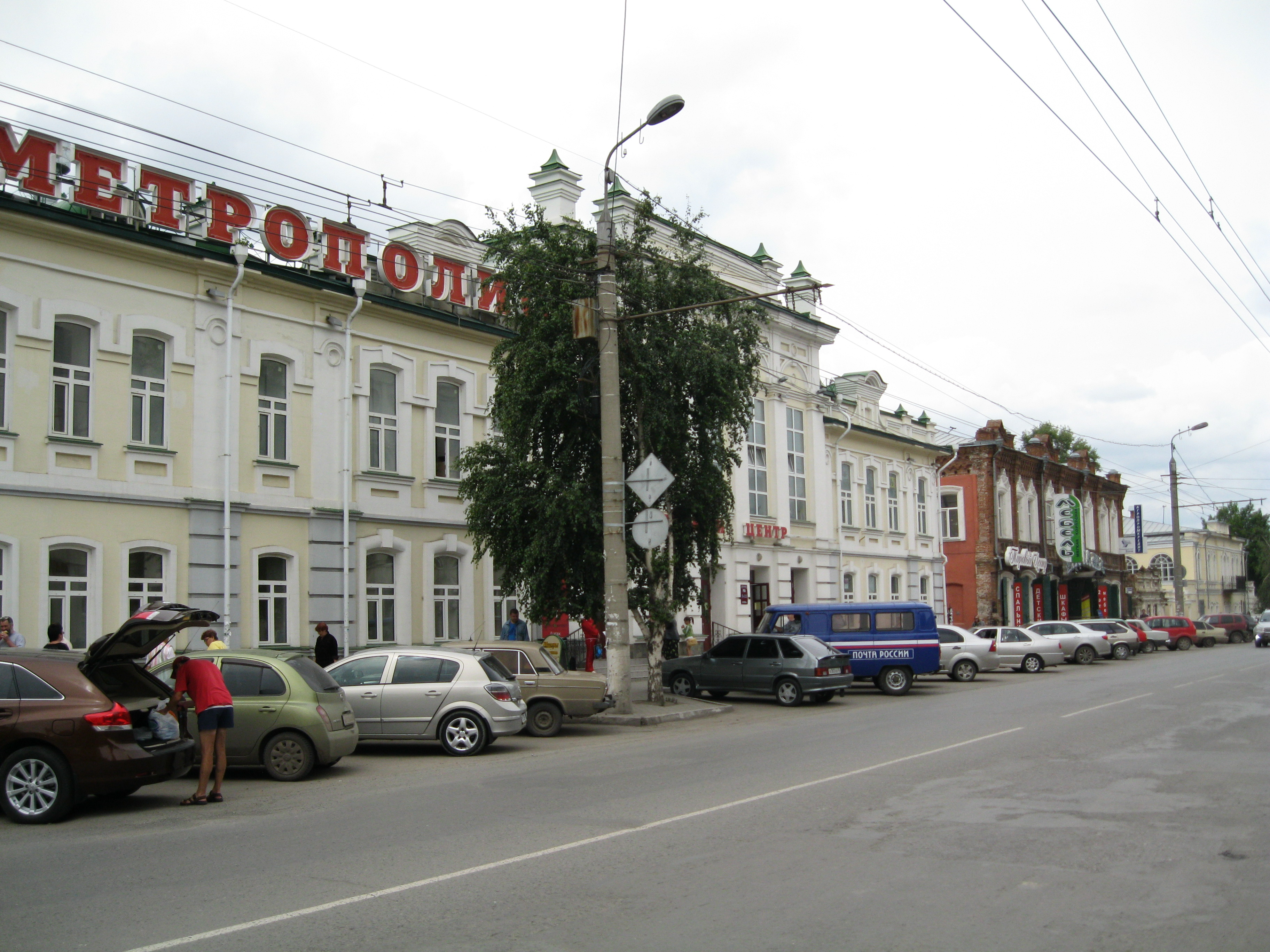
Kuibyschew-Straße (Sommer 2011)
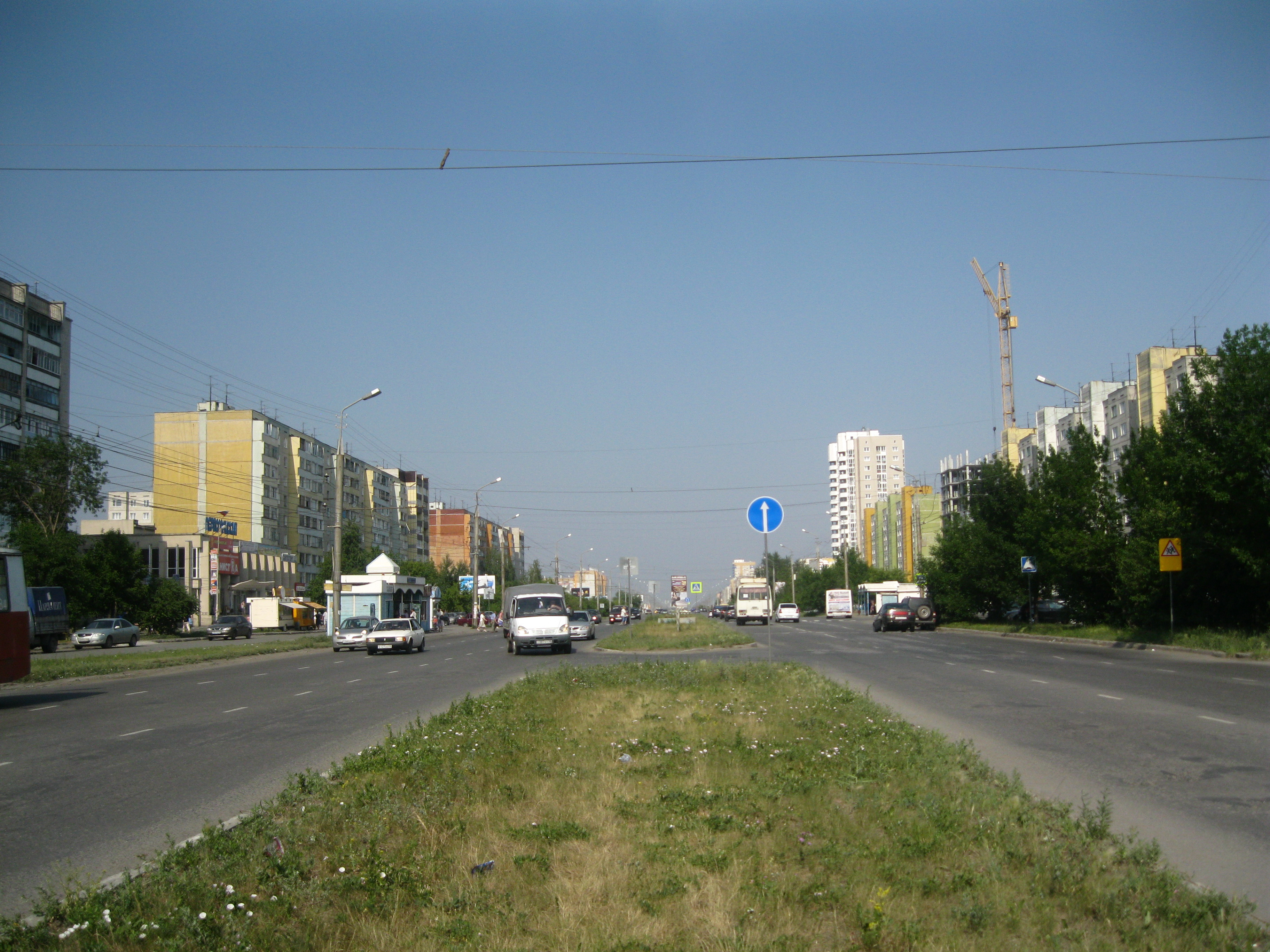
Marschall-Golikow-Prospekt (Sommer 2012)
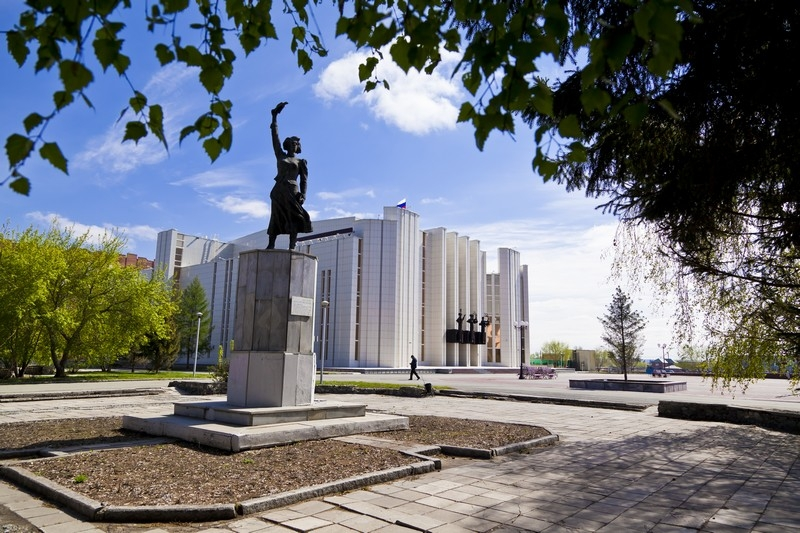
Philharmonie
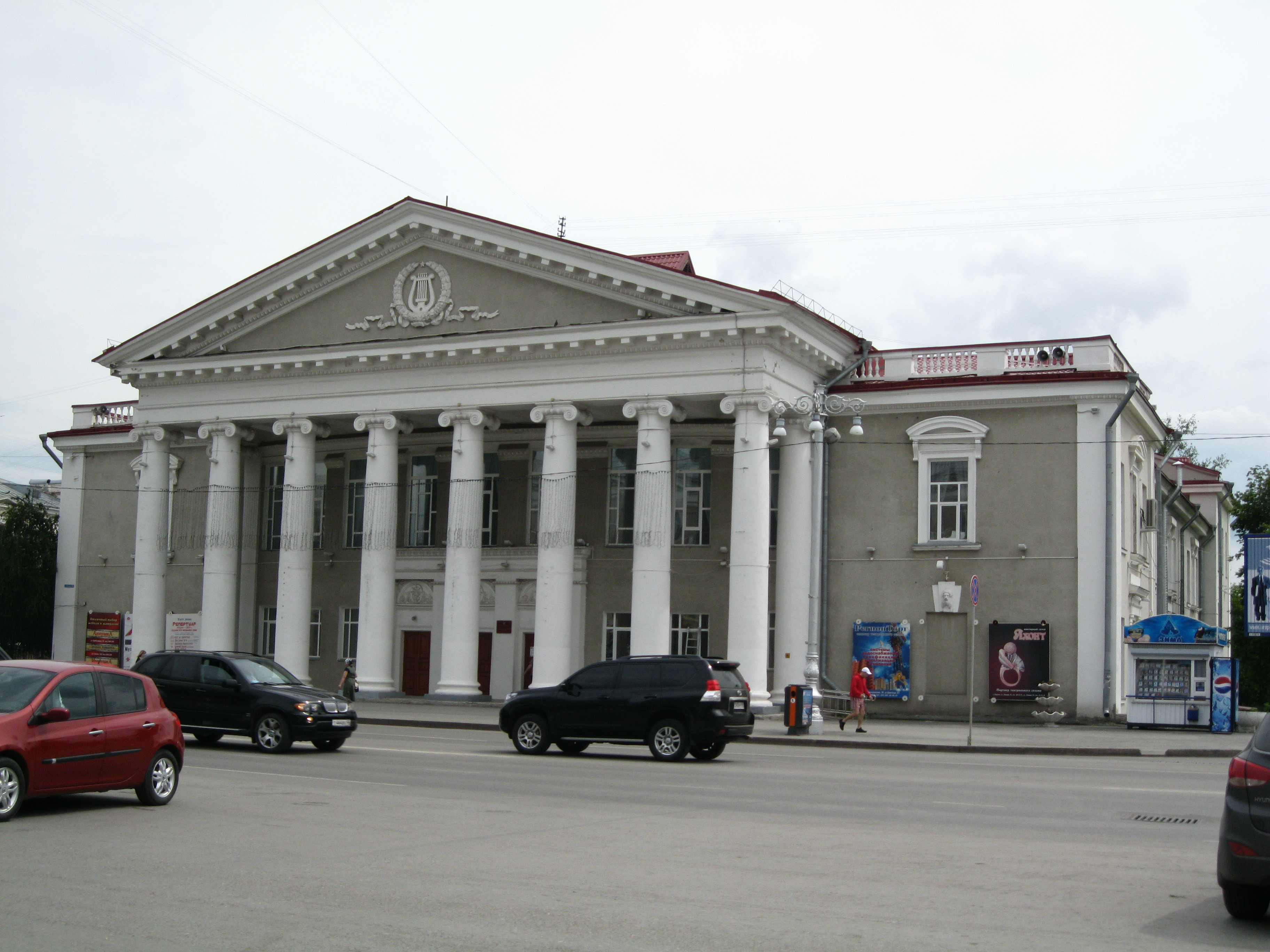
Staatliches Schauspielhaus
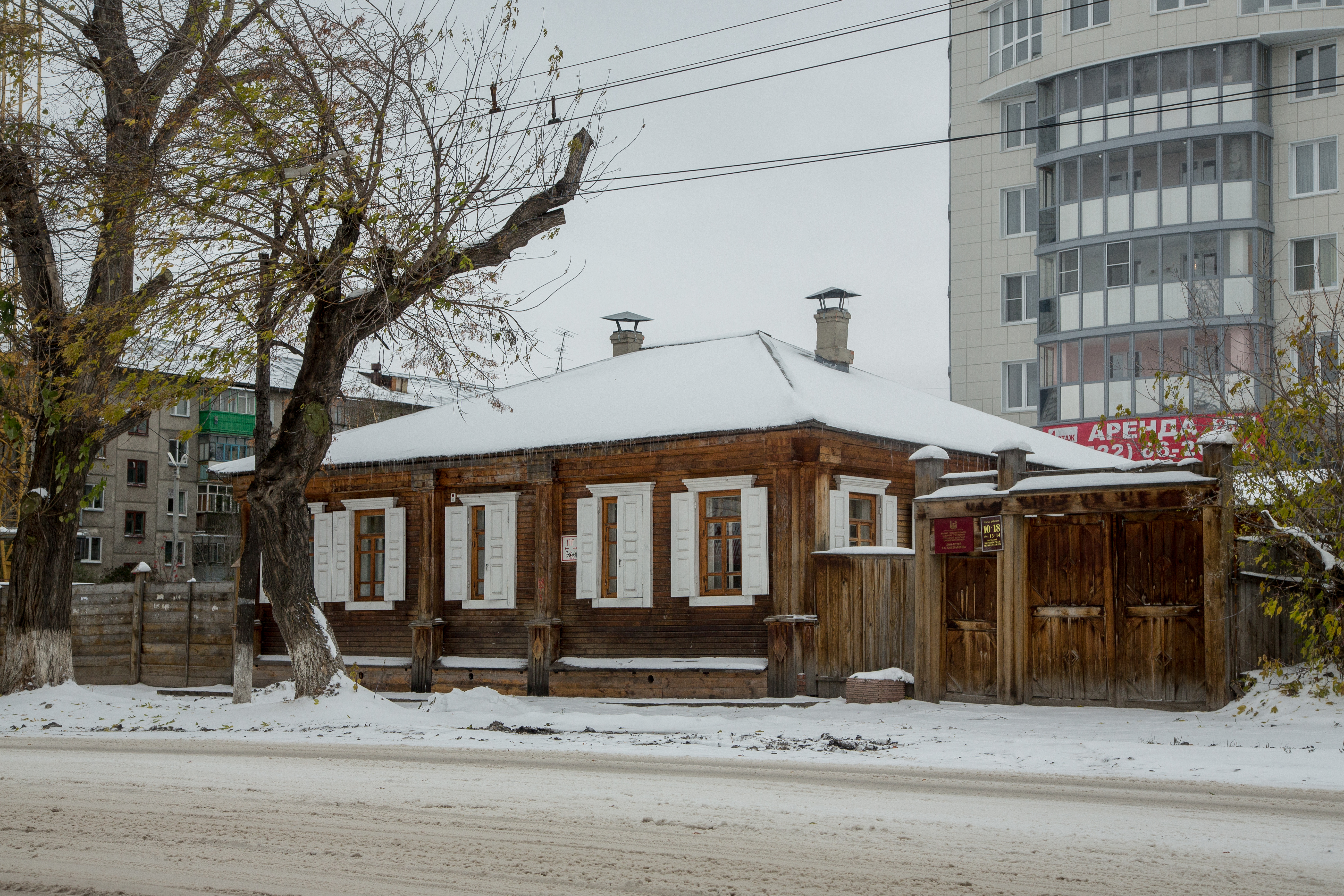
Wohnhaus von Wilhelm Küchelbecker (heute Museum)
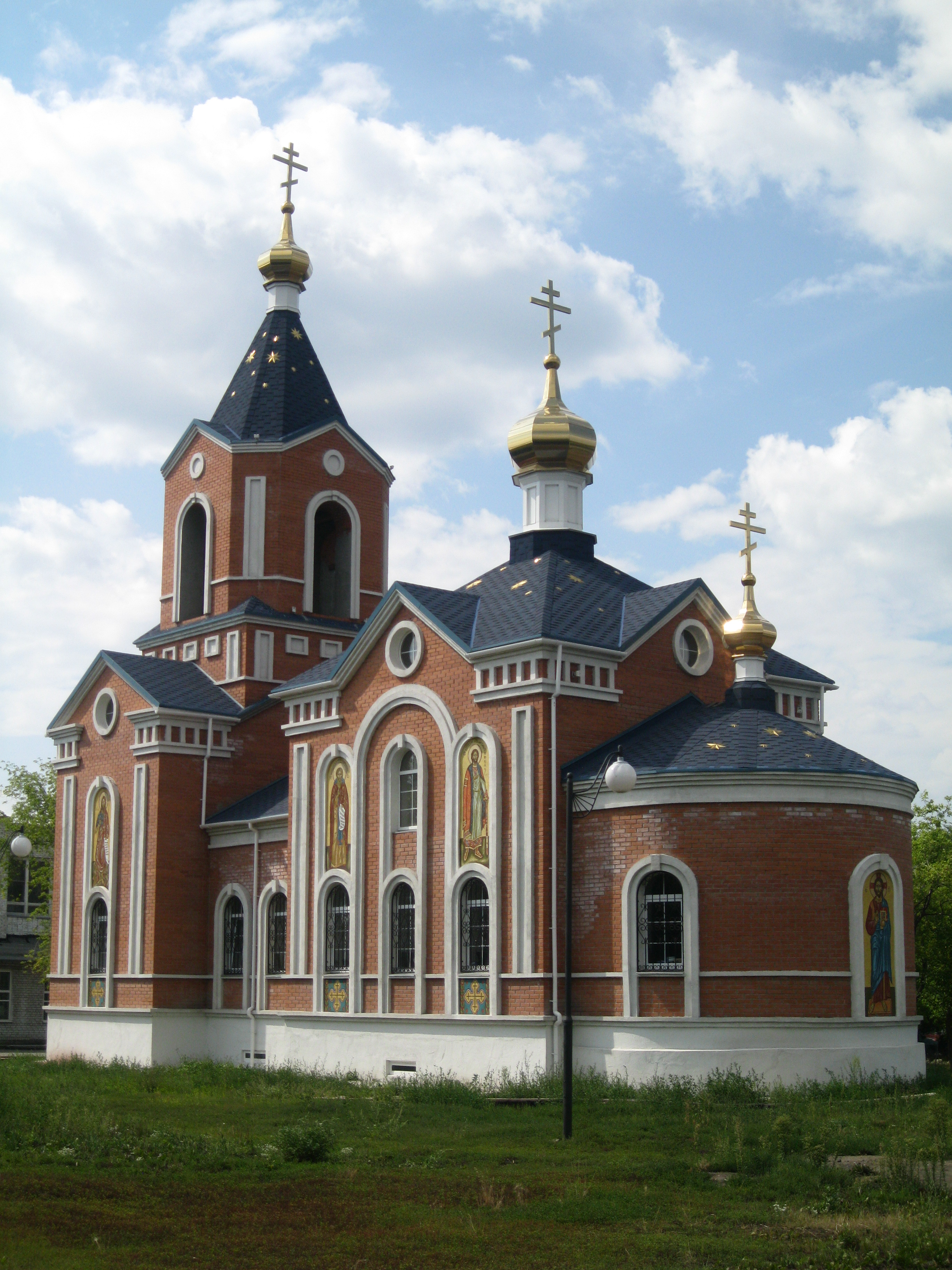
Russisch-Orthodoxe Kirche zu Ehren der Gottesmutterikone von Port Arthur
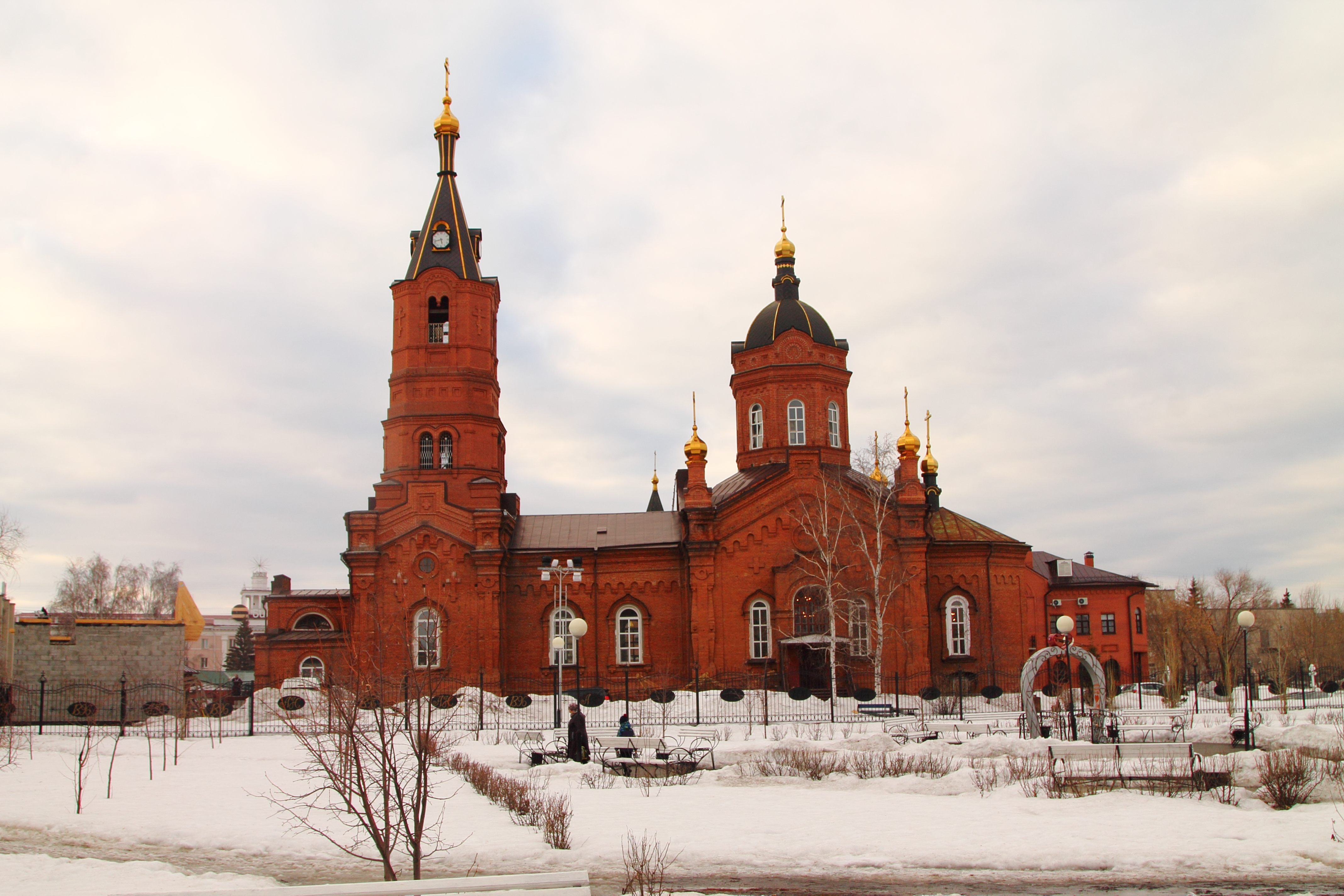
Russisch-Orthodoxe Kirche Kathedrale im Namen des Heiligen Fürsten Alexander Newski
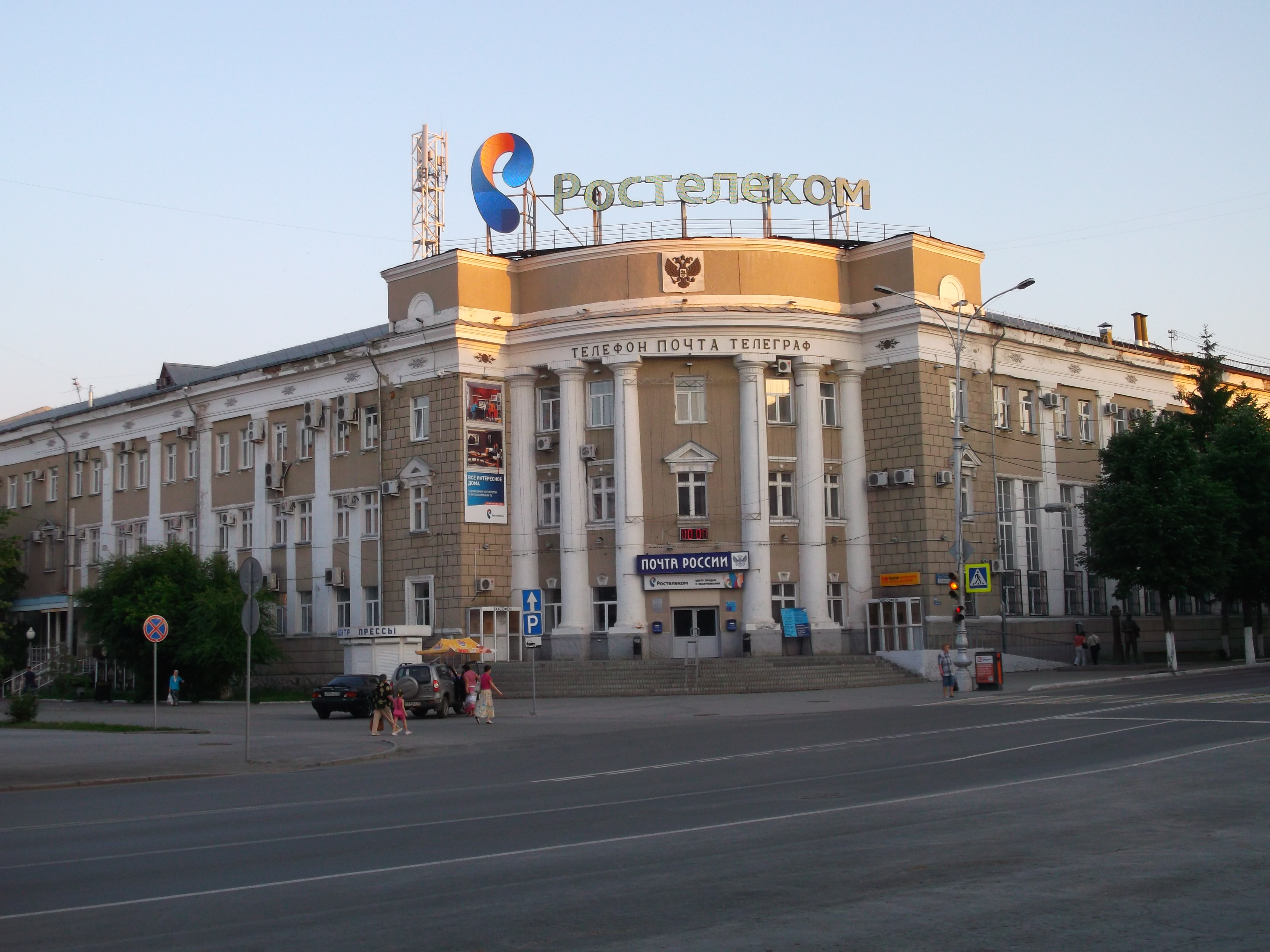
Hauptpost
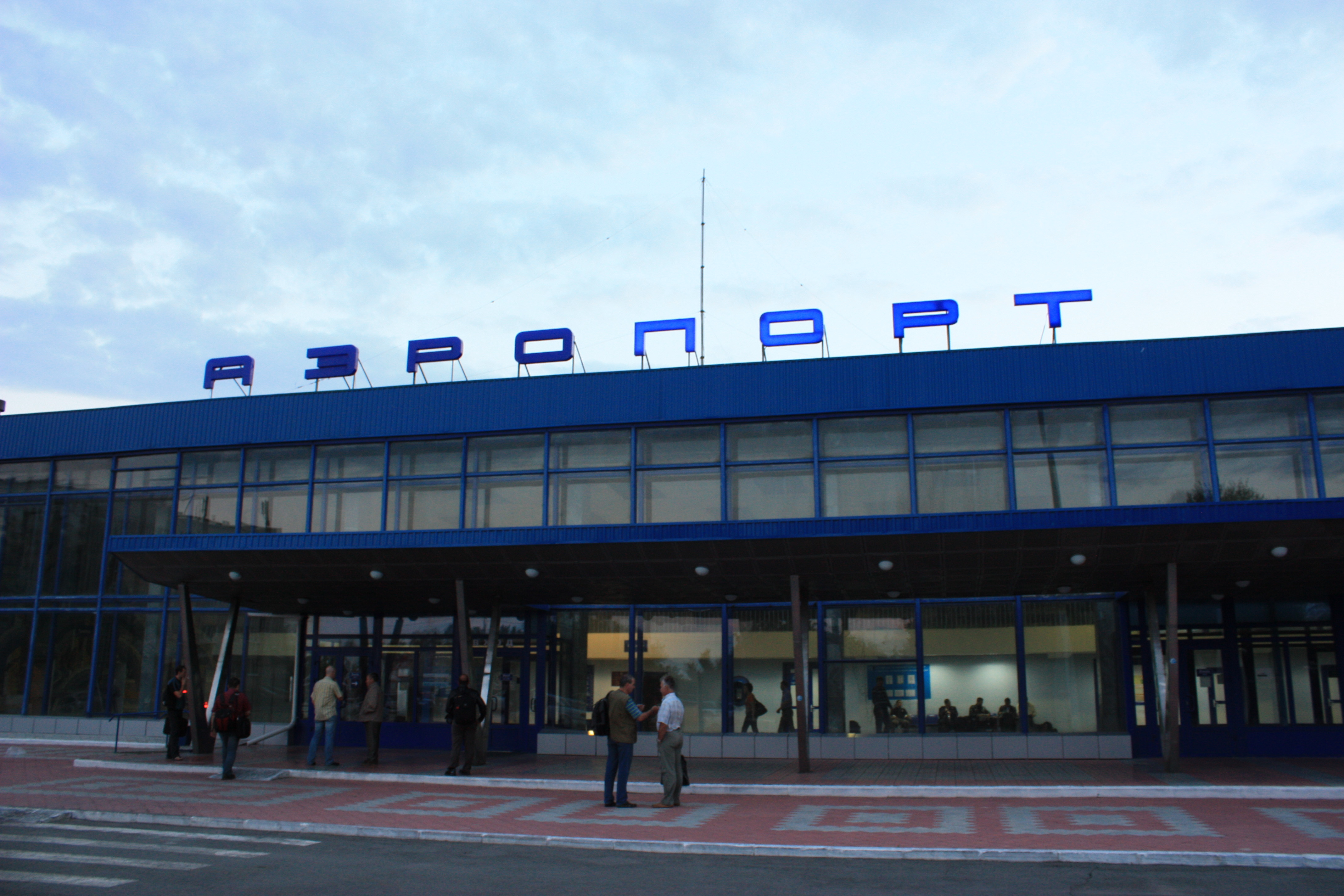
Flughafen Kurgan
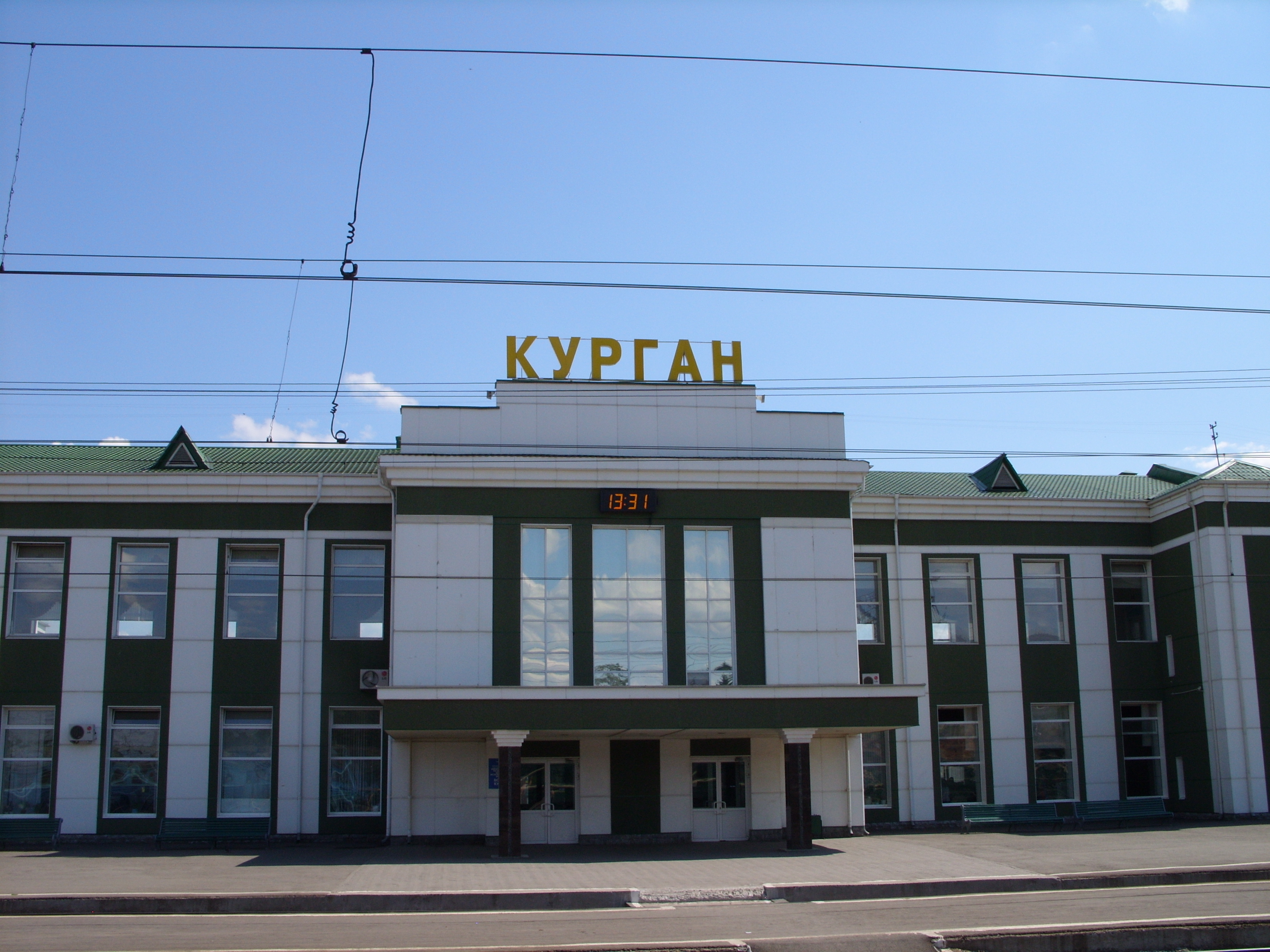
Empfangsgebäude
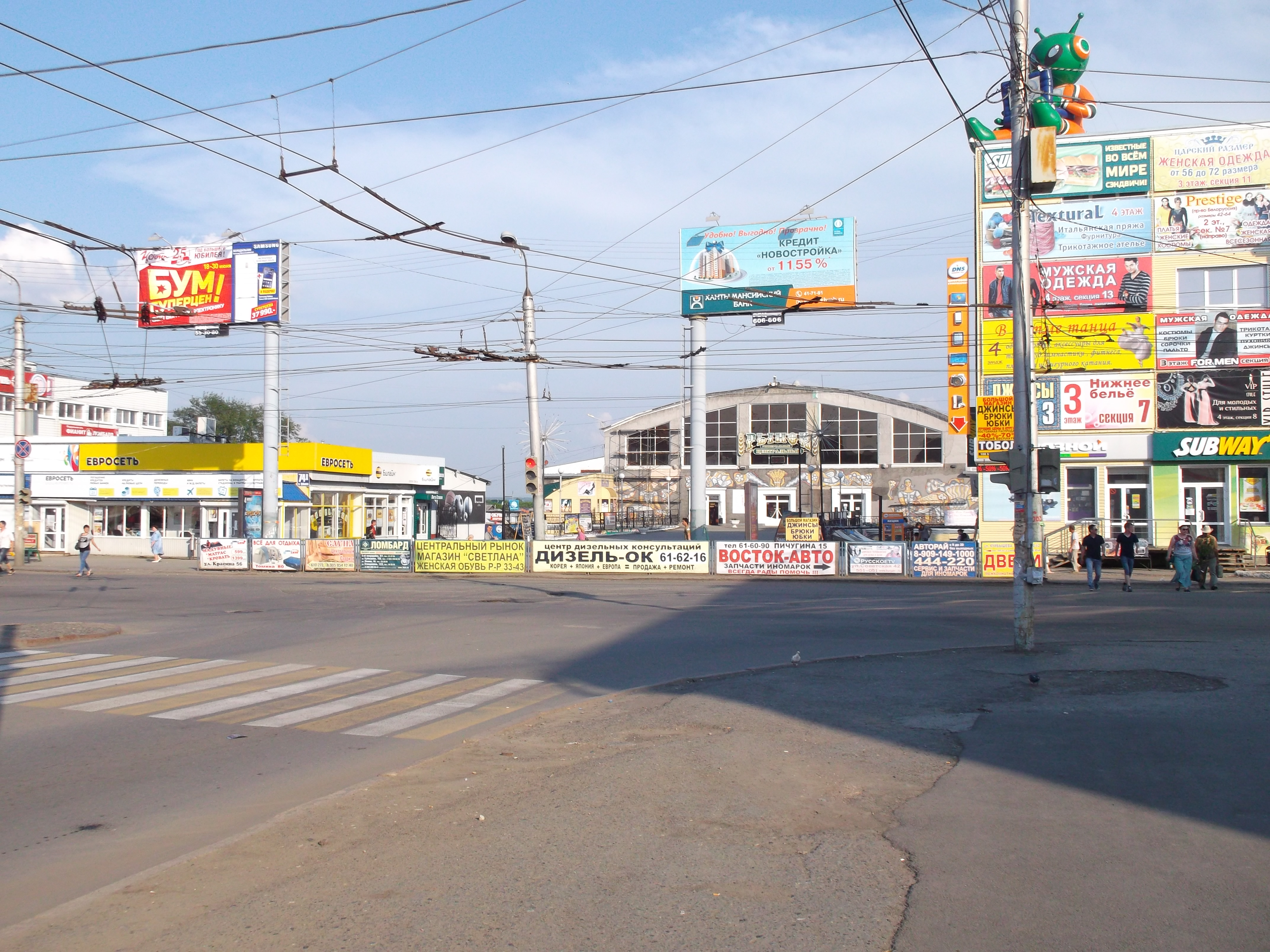
Zentralmarkt